# 1914 en football
Cet article présente les faits marquants de l'année 1914 en football.

## Janvier
- 11 janvier : à Milan, l'équipe d'Italie et l'équipe d'Autriche font match nul 0-0.
- 19 janvier : à Wrexham, l'équipe d'Irlande bat l'équipe du pays de Galles 2-1.
- 25 janvier : à Lille, l'équipe de France s'impose 4-3 face à l'équipe de Belgique.

## Février
- 8 février : à Luxembourg, l'équipe du Luxembourg s'impose 5-4 face à l'équipe de France.
- 9 février : match inter-ligues à Londres opposant une sélection du championnat de la Southern League anglaise face à une sélection du championnat d'Angleterre de la League. Les Nordistes s'imposent 3-1 devant 13 000 spectateurs.
- 14 février : à Middlesbrough, l'équipe d'Irlande bat l'équipe d'Angleterre 3-0.
- 24 février : à Bruxelles, l'équipe d'Angleterre (Amateurs) s'impose 8-1 face à l'équipe de Belgique.
- 28 février : à Buenos Aires, l'équipe d'Argentine et l'équipe d'Uruguay font match nul 1-1.
- 28 février : à Glasgow, l'équipe d'Écosse et l'équipe du pays de Galles font match nul 0-0.

## Mars
- 8 mars : à Saint-Ouen, l'équipe de France et l'équipe de Suisse font match nul 2-2.
- 14 mars : à Belfast, l'équipe d'Irlande et l'équipe d'Écosse font match nul 1-1.
- 15 mars : à Anvers, l'équipe des Pays-Bas s'impose 4-2 face à l'équipe de Belgique.
- 16 mars : à Cardiff, l'équipe d'Angleterre bat l'équipe du pays de Galles 2-0.
- 21 mars : match inter-ligues à Burnley opposant une sélection du championnat d'Écosse à une sélection du championnat d'Angleterre de la League. Les Écossais s'imposent 3-2 devant 35 000 spectateurs.
- 28 mars : à Belfast, Glentoran FAC remporte la Coupe d'Irlande en s'imposant en finale face à Linfield FAC, 3-1.
- 29 mars : à Turin, l'équipe d'Italie s'impose 2-0 face à l'équipe de France.

## Avril
- Blackburn Rovers est champion d'Angleterre.
- Celtic FC est champion d’Écosse.
- Daring est champion de Belgique.
- Linfield FAC est champion d'Irlande.
- Union Sportive Hollerich est champion du Luxembourg.
- 5 avril :
  - Lille Olympique est champion de France USFSA en s'imposant en finale nationale face à l'Olympique de Cette, 3-0.
  - Les Bordelais de la VGA Médoc sont champions de France FCAF en s'imposant en finale nationale par forfait des Parisiens de l'AS Alfortville.
  - À Amsterdam, l'équipe des Pays-Bas et l'équipe d'Allemagne font match nul 4-4.
  - À Gênes, l'équipe d'Italie et l'équipe de Suisse font match nul 1-1.
- 11 avril : Celtic FC gagne la Coupe d’Écosse en s’imposant en finale face à Hibernian FC, 4-1.
- 13 avril : les Parisiens du Patronage Olier sont champions de France FGSPF en s'imposant en finale nationale face aux Bordelais de l'AS Bons Gars de Bordeaux (3-1).
- 14 avril : à Glasgow, l'équipe d'Écosse bat l'équipe d'Angleterre 3-1.
- 20 avril : match inter-ligues à Glasgow opposant une sélection du championnat d'Écosse à une sélection du championnat d'Angleterre de la League. Les Anglais s'imposent 2-0 devant 5 000 spectateurs.
- 25 avril : Burnley FC remporte la Coupe d’Angleterre en s’imposant en finale face à Liverpool FC, 1-0.
- 25 avril : Wrexham AFC remporte la Coupe du pays de Galles en s’imposant en finale face à Llanelly FC, 3-0.
- 26 avril : Lille Olympique est champion de France (titre unifié) en s'imposant en finale du Trophée de France face aux Bordelais de la VGA Médoc.

- 26 avril : à Amsterdam, l'équipe des Pays-Bas s'impose 4-2 face à l'équipe de Belgique.

## Mai
- 3 mai : à Vienne, l'équipe d'Autriche s'impose face à l'équipe de Hongrie 2-0.
- 10 mai : Athletic Bilbao remporte la Coupe d’Espagne face à l'Espanyol Barcelone, 2-1.
- 10 mai : FC Aarau remporte le Championnat de Suisse.
- 16 mai : à New York, devant 6 000 spectateurs, Brooklyn Field Club remporte le National Challenge Cup en s'imposant en finale face au Brooklyn Celtic FC (2-1).
- 17 mai : à Berne, l'équipe d'Italie bat l'équipe de Suisse 1-0.
- 24 mai : à Stockholm, l'équipe de Suède bat l'équipe de Finlande 4-3.
- 24 mai : fondation du Levski Sofia, club le plus célèbre et le plus aimé en Bulgarie.
- 31 mai : Fürth est champion d'Allemagne en s'imposant 3-2 après prolongation en finale nationale face au VfB Leipzig.
- 31 mai : à Budapest, l'équipe de Hongrie s'impose 5-1 face à l'équipe de France.
- Le Copenhague Boldklub est champion du Danemark.

## Juin
- 10 juin : à Stockholm, l'équipe d'Angleterre (amateurs) bat l'équipe de Suède 5-1.
- 14 juin : Sport Saint-Pétersbourg s'impose 8-2 en finale de la Coupe de Saint-Pétersbourg face au Mercur Saint-Pétersbourg.
- 19 juin : à Stockholm, l'équipe de Hongrie bat l'équipe de Suède 5-1. (match reconnu comme officiel par la Hongrie mais pas par la Suède).
- 21 juin : à Stockholm, l'équipe de Suède et l'équipe de Hongrie font match nul 1-1.
- 28 juin : à Kristiania, l'équipe de Suède bat l'équipe de Norvège 1-0.

## Juillet
- 5 juillet : à Stockholm, l'équipe de Suède et l'équipe de Russie font match nul 2-2.
- 12 juillet : Casale champion d'Italie. À Kristiania, l'équipe de Norvège de football et l'équipe de Russie font match nul 1-1. C'est le dernier match international disputé en Europe avant le déclenchement de la Première Guerre mondiale.
- Espana FC est champion du Mexique.

## Août
- 4 août : les Britanniques entrent en guerre contre l'Allemagne, mais la Football Association refuse de cesser ses activités. La saison 1914-1915 aura lieu normalement ; cette décision fait scandale. En France, en revanche, les clubs cessent leurs activités dès ce mois d'août 1914.

## Septembre
- 12 septembre : Norwood Wanderers remporte le tournoi final de la Coupe du Canada (Connaught Cup) mettant aux prises cinq équipes.
- 20 septembre : à Buenos Aires, l'équipe d'Argentine bat l'équipe du Brésil 3-0. C'est le premier match officiel pour la Seleçao. En revanche, l'Argentine ne considère pas ce match comme officiel.
- 27 septembre : à Buenos Aires, l'équipe du Brésil bat l'équipe d'Argentine 1-0. C'est le deuxième match officiel pour la Seleçao. En revanche, l'Argentine ne considère pas ce match comme officiel.

## Octobre
- 4 octobre : à Budapest, l'équipe de Hongrie et l'équipe d'Autriche font match nul 2-2.
- 7 octobre : match inter-ligues à West Bromwich opposant une sélection du championnat d'Irlande à une sélection du championnat d'Angleterre de la League. Les Anglais s'imposent 2-1 devant 9 250 spectateurs.
- 11 octobre : Frigg Kristiania remporte la Coupe de Norvège en s'imposant en finale face à SK Gjovik/Lyn, 4-2.
- 12 octobre : match inter-ligues à Londres opposant une sélection du championnat de la Southern League anglaise face à une sélection du championnat d'Écosse. Les deux formations font match nul 2-2 devant 7 000 spectateurs.
- 18 octobre : le Racing Club de Avellaneda est champion d'Argentine.
- Le ZKS Moscou est champion de Moscou en s'imposant en finale 5-1 face à l'Union Moscou.
- Le Brtannia FC Rīga est champion de Rīga (Lettonie).
- 25 octobre : à Stockholm, l'équipe de Suède bat l'équipe de Norvège 7-0.
- 26 octobre : match inter-ligues à Londres opposant une sélection du championnat de la Southern League anglaise face à une sélection du championnat d'Angleterre de la League. Les Nordistes s'imposent 2-1 devant 11 000 spectateurs.
- 31 octobre : match inter-ligues à Swansea opposant une sélection du championnat de la Southern League anglaise face à une sélection du championnat d'Irlande. Les deux formations font match nul 1-1 devant 8 000 spectateurs.

## Novembre
- 2 novembre : Sport Petrograd est champion de Petrograd (ex-Saint-Pétersbourg ; la ville est rebaptisée le 1er août 1914).
- 8 novembre : à Vienne, l'équipe de Hongrie s'impose face à l'équipe d'Autriche 2-1.
- 18 novembre : match inter-ligues à Belfast opposant une sélection du championnat d'Irlande face à une sélection du championnat d'Écosse. Les Écossais s'imposent 3-1 devant 7 000 spectateurs.

## Naissances
Plus d'informations : Liste d'acteurs du football nés en 1914.
- 12 janvier : Émile Rummelhardt, footballeur français.
- 22 janvier : Sam Bartram, footballeur anglais.
- 28 janvier : Désiré Koranyi, footballeur hongrois naturalisé français.
- 30 janvier : Henri Isemborghs, footballeur belge.
- 4 février : Maurice Dupuis, footballeur français.
- 4 mars : Luigi Colaussi, footballeur italien.
- 11 mars : Bernard Antoinette, footballeur français.
- 21 mars : Michel Frutoso, footballeur français.
- 31 mars : André Simonyi, footballeur hongrois naturalisé français.
- 13 avril : Hector Cazenave, footballeur uruguayen naturalisé français.
- 14 avril : Wilhelm Hahnemann, footballeur austro-allemand.
- 5 mai : Felice Placido Borel, footballeur italien.
- 8 juin : René Gérard, footballeur français.
- 13 juin : Constant Vanden Stock, footballeur belge.
- 16 juin : Louis Gabrillargues, footballeur français.
- 12 juillet : Renato Olmi, footballeur italien.
- 18 juillet : Oscar Heisserer, footballeur français.
- 27 juillet : Giuseppe Baldo, footballeur italien.
- 2 août : Mustafa Mansour, footballeur égyptien.
- 9 août : Joe Mercer, footballeur anglais.
- 28 août : Josep Escola, footballeur espagnol.
- 6 octobre : Elpidio Coppa, footballeur italien.
- 10 novembre : Edmund Conen, footballeur allemand.
- 4 décembre : George Swindin, footballeur anglais.
- 9 décembre : Jean Snella, footballeur français.
- 29 décembre : Domènec Balmanya, footballeur espagnol.

## Décès
- 19 avril : Morton Betts, footballeur anglais.
- 15 août : Julien Denis, footballeur français.
- 19 août : Alphonse Six, footballeur belge.
- 29 août : Charles Dujardin, footballeur français.
- 15 septembre : Émile Lesmann, footballeur français.
- 16 septembre : Louis Bach, footballeur français[1].
- 22 septembre : Eugène Petel, footballeur français.
- 18 octobre : décès à 25 ans de Larrett Roebuck, joueur anglais.
- 14 novembre : Ronald Brebner, footballeur anglais.